# Super League 2013 (Cina)
La Chinese Super League 2013 è stata la 54ª edizione della massima competizione calcistica nazionale della Cina, la squadra campione in carica è l'Guangzhou Evergrande.
Alla competizione partecipano 16 squadre, tra cui le due neopromosse Wuhan Zall e Shanghai East Asia F.C.

## Calciomercato
La sessione di calciomercato di marzo regala arrivi stranieri importanti per le squadre della Chinese Super League: lo Shandong Luneng acquista l'attaccante rumeno Marius Niculae e il terzino della nazionale australiana Ryan McGowan; lo Shanghai Shenhua, sotto indicazione del proprio tecnico Sergio Batista, ingaggia l'ex bandiera del Boca Juniors Rolando Schiavi e l'interessante centrocampista Patricio Toranzo; l'Hangzhou Greentown punta su Davy Claude Angan, piacevole sorpresa della Tippeligan 2012, e sull'ex attaccante della nazionale giapponese Masashi Ōguro; il Dalian Aerbin piazza il colpo Guillaume Hoarau, attaccante svincolatosi dal Paris Saint-Germain, mentre il Guizhou Renhe preleva dai russi della Dinamo Mosca il bosniaco Zvjezdan Misimović e dai belgi del KV Mechelen il terzino di Taipei Xavier Chen. Sono solo alcuni dei numerosi giocatori stranieri arrivati in CSL, pronti a legare il proprio nome ad un campionato in forte sviluppi; da citare tuttavia anche gli addii di Nicolas Anelka e Didier Drogba, tornati in Europa senza aver inciso nel campionato cinese.

## Squadre e collocazione
| Club             | Allenatore            | Città     | Stadio                                 | Capacità | Posizione CSL 2012 |
| ---------------- | --------------------- | --------- | -------------------------------------- | -------- | ------------------ |
| Beijing Guoan    | Alberto Zaccheroni    | Pechino   | Stadio dei Lavoratori di Pechino       | 66,161   | 3rd                |
| Changchun Yatai  | Svetozar Šapurić      | Changchun | Development Area Stadium               | 25,000   | 6th                |
| Dalian Aerbin    | Simo Krunić           | Dalian    | Stadio Jinzhou                         | 30,775   | 5th                |
| Guangzhou E.     | Marcello Lippi        | Canton    | Stadio di Tianhe                       | 58,500   | 1st                |
| Guangzhou R&F    | Sven-Göran Eriksson   | Canton    | Yuexiushan Stadium                     | 18,000   | 7th                |
| Guizhou Renhe    | Gong Lei (ad interim) | Guiyang   | Guiyang Olympic Sports Center          | 51,636   | 4th                |
| Hangzhou Lücheng | Takeshi Okada         | Hangzhou  | Yellow Dragon Sports Center            | 52,672   | 11th               |
| Jiangsu Sainty   | Dragan Okuka          | Nanchino  | Centro sportivo olimpico di Nanchino   | 61,443   | 2nd                |
| Liaoning         | Ma Lin                | Shenyang  | Tiexi New District Sports Center       | 30,000   | 10th               |
| Q. Zhongneng     | Chang Woe-Ryong       | Qingdao   | Qingdao Tiantai Stadium                | 20,525   | 13th               |
| Shandong Taishan | Radomir Antić         | Jinan     | Jinan Olympic Sports Luneng Stadium    | 56,808   | 12th               |
| Shanghai Shenhua | Sergio Batista        | Shanghai  | Stadio Hongkou                         | 33,060   | 9th                |
| Shanghai Shenxin | Zhu Jiong             | Shanghai  | Yuanshen Sports Centre Stadium         | 16,000   | 15th               |
| Shanghai Dongya  | Gao Hongbo            | Shanghai  | Stadio di Shanghai                     | 56,842   | CL1, 1st           |
| Tianjin Teda     | Alexandre Guimarães   | Tianjin   | Stadio del Centro olimpico di Tientsin | 54,696   | 8th                |
| Wuhan Zall       | Ljubiša Tumbaković    | Wuhan     | Wuhan Sports Center Stadium            | 52,357   | CL1, 2nd           |

## Giocatori stranieri
| Squadra          | Giocatore 1         | Giocatore 2       | Giocatore 3        | Giocatore 4       | Giocatore asiatico | Ex giocatori                    |
| ---------------- | ------------------- | ----------------- | ------------------ | ----------------- | ------------------ | ------------------------------- |
| Beijing Guoan    | Darko Matić         | Joffre Guerrón    | Frédéric Kanouté   | Peter Utaka       | Egor Krimets       | André Lima                      |
| Changchun Yatai  | Éder Baiano         | Eninho            | Isac               | Jan Rezek         | Anzur Ismailov     | Matt McKay Zé Carlos            |
| Dalian Aerbin    | Fábio Rochemback    | Guillaume Hoarau  | Seydou Keita       | Nabil Baha        | Daniel Mullen      | Peter Utaka                     |
| Guangzhou E.     | Darío Conca         | Elkeson           | Muriqui            |                   | Kim Young-gwon     | Lucas Barrios                   |
| Guangzhou R&F    | Eddy Bosnar         | Rafael Coelho     | Davi               | Yakubu            | Rostyn Griffiths   | Jumar                           |
| Guizhou Renhe    | Zvjezdan Misimović  | Zlatan Muslimović | Rafa Jordà         | Nano              | Jonas Salley       |                                 |
| Hangzhou Lücheng | Mazola              | Davy Claude Angan | Masashi Ōguro      | Luka Žinko        | Kim Dong-jin       | Marek Jarolím                   |
| Jiangsu Sainty   | Hamdi Salihi        | Eleílson          | Cristian Dănălache | Aleksandar Jevtić | Kamoliddin Tajiev  | Sergey Krivets                  |
| Liaoning         | Pablo Brandán       | Edú               | Miloš Trifunović   | James Chamanga    | Shavkat Mullajanov |                                 |
| Q. Zhongneng     | Pablo Caballero     | Gustavo           | Bruno Meneghel     | Gabriel Melkam    | Joel Griffiths     | George Mourad Sherzod Karimov   |
| Shandong Taishan | Leonardo Pisculichi | Vágner Love       | Gilberto Macena    | Roda Antar        | Ryan McGowan       | Marius Niculae                  |
| Shanghai Shenhua | Rolando Schiavi     | Patricio Toranzo  | Dady               | Giovanni Moreno   | Firas Al-Khatib    |                                 |
| Shanghai Shenxin | Antônio Flávio      | Johnny            | Kieza              | Jaílton Paraíba   | Michael Marrone    |                                 |
| Shanghai Haigang | Daniel McBreen      | Luis Cabezas      | Ransford Addo      | Ibán Cuadrado     | Bernie Ibini-Isei  | Chris Dickson                   |
| Tianjin Teda     | Andrezinho          | Baré              | Éder Lima          | Carmelo Valencia  | Erik Paartalu      | Dinélson Lima Vladimir Jovančić |
| Wuhan Zall       | Garra Dembélé       | Bentley           | Jacques Faty       | Miloš Stojanović  | Cho Won-hee        | Santos Novak Martinović         |

Giocatori di Hong Kong/Macao/Taiwan (non contati come giocatori stranieri).
| Squadra       | Giocatore 1 |
| ------------- | ----------- |
| Beijing Guoan | Lee Chi Ho  |
| Guizhou Renhe | Xavier Chen |

## Classifica
|       | Pos. | Squadra               | Pt | G  | V  | N  | P  | GF | GS | DR  |
| ----- | ---- | --------------------- | -- | -- | -- | -- | -- | -- | -- | --- |
| China | 1.   | Guangzhou E.          | 77 | 30 | 24 | 5  | 1  | 78 | 18 | +60 |
|       | 2.   | Shandong Taishan      | 59 | 30 | 18 | 5  | 7  | 55 | 35 | +20 |
|       | 3.   | Beijing Guoan         | 51 | 30 | 14 | 9  | 7  | 54 | 31 | +23 |
| [ 3 ] | 4.   | Guizhou Renhe         | 44 | 30 | 11 | 11 | 8  | 40 | 41 | -1  |
|       | 5.   | Dalian Aerbin         | 41 | 30 | 11 | 8  | 11 | 40 | 43 | -3  |
|       | 6.   | Guangzhou R&F         | 40 | 30 | 11 | 7  | 12 | 45 | 47 | -2  |
|       | 7.   | Shanghai Shenxin      | 40 | 30 | 11 | 7  | 12 | 31 | 42 | -11 |
|       | 8.   | Shanghai Shenhua (-6) | 38 | 30 | 11 | 11 | 8  | 36 | 36 | +0  |
|       | 9.   | Shanghai Dongya       | 37 | 30 | 10 | 7  | 13 | 38 | 35 | +3  |
|       | 10.  | Liaoning              | 35 | 30 | 8  | 11 | 11 | 35 | 44 | -9  |
|       | 11.  | Tianjin Teda (-6)     | 34 | 30 | 11 | 7  | 12 | 35 | 39 | -4  |
|       | 12.  | Hangzhou Lücheng      | 34 | 30 | 8  | 10 | 12 | 34 | 42 | -8  |
|       | 13.  | Jiangsu Sainty        | 32 | 30 | 7  | 11 | 12 | 32 | 39 | -7  |
|       | 14.  | Changchun Yatai       | 32 | 30 | 8  | 8  | 14 | 29 | 41 | -12 |
|       | 15.  | Q. Zhongneng          | 31 | 30 | 7  | 10 | 13 | 26 | 41 | -15 |
|       | 16.  | Wuhan Zall            | 16 | 30 | 3  | 7  | 20 | 24 | 58 | -34 |

Legenda:

      Campione di Cina e ammessa alla fase a gironi di AFC Champions League 2014

      Ammesse alla fase a gironi di AFC Champions League 2014

      Ammessa al terzo turno preliminare di AFC Champions League 2014

      Retrocessa in Jia League 2014

Note:
Tre punti a vittoria, uno a pareggio, zero a sconfitta.